# L'Indiot
L'Indiot és una dansa ballada a Solsona. Aquest ball de parelles, de caràcter senyorívol, és usat com a ritus de passatge. Les parelles no es donen mai la mà sinó que van unides amb un mocador o una cinta i han d'anar passant per sota dels ponts formats per la resta de parelles. Ser el capdancer era equivalent a ser el més important i corresponia a qui més pagava.
Els indiots, presenten una tipologia comuna en què els participants s'agrupen en una filera de parelles realitzant dues parts del ball. Responen a aquesta estructura els indiots de la Seu d'Urgell, Ripoll, Sant Feliu de Torelló, Solsona i Sort i els balls de la Ratolinesa de Sant Julià de Vilatorta i Viladrau.
El nom d'indiot és enigmàtic i suggestiu alhora. Enigmàtic perquè no se sap del cert d'on li ve, però molt suggeridor, ja que indiot és una forma habitual d'anomenar els galls d'indi en català. És possible doncs que "indiot" hagués estat una forma col·loquial d'anomenar el ball de la pavana. La introducció de mocador i cintes en molts balls correspondria al zel que mostrava l'Església per tal d'evitar el contacte físic entre homes i dones cap al segle xviii. Aspecte que està ben estudiat en la dansa basca.